# Aktuell nach fünf
Aktuell nach fünf (2007–2012: Heute in Österreich, 2012–2017: heute österreich, 2017–2020: Aktuell in Österreich) ist ein Informationsmagazin des ORF. Es wird von Montag bis Sonntag (vor 2019: Montag bis Freitag) um 17:05 Uhr auf ORF 2 ausgestrahlt. Die Sendung wird auch an den meisten Feiertagen ausgestrahlt.
Aktuell nach fünf bildet mit der nachfolgenden Magazinsendung Studio 2 und dem darauf folgenden Konsumentenmagazin konkret die Vorabend-Schiene des Senders.

## Sendungsgeschichte und Moderation
Von 10. April 2007 bis 21. September 2012 hieß die Sendung Heute in Österreich und wurde von Wolfram Pirchner und Katharina Kramer moderiert. Von 24. September 2012 bis 18. August 2017 hieß das Magazin heute österreich. Von 21. August 2017 bis 26. September 2020 lautete der Titel Aktuell in Österreich. Mit 28. September 2020 wurde die Sendung zu Aktuell nach fünf umbenannt. Der bisher im Hintergrund und bei den Einblendungen dominante orange-rote Farbton mit weißer Schrift wurde zu verschiedenen Blauschattierungen geändert, wobei Namen in weißer und Zusatzinformationen unterhalb in schwarzer Schrift auf weißem Hintergrund eingeblendet werden. Während der Sendung ist ein graues A links unten im Bild zu sehen.
Derzeit wird Aktuell nach fünf abwechselnd von Stefan Gehrer und Gaby Konrad moderiert. Von 24. September 2012 bis Ende 2018 moderierte Martin Ferdiny die Sendung abwechselnd mit einer Kollegin. Ursprünglich war dies für eine Woche im Monat die im ORF-Landesstudio Kärnten tätige Ute Hofstätter-Pichler. Als ihre Karenzvertretung moderierte von August 2013 bis Oktober 2014 Susanne Höggerl. Da Ute Pichler nach ihrer Karenz in Kärnten blieb und Susanne Höggerl als Karenzvertretung für Marie-Claire Zimmermann zur Zeit im Bild wechselte, präsentierte von 20. Oktober 2014 bis Mai 2015 Münire Inam die Sendung. Von 27. Mai 2015 bis April 2017 moderierte wieder Susanne Höggerl, von 3. Mai 2017 bis Ende 2018 Marie-Claire Zimmermann.
Zusätzlich verstärkt Peter Teubenbacher das Team. Die mit 5. Jänner 2019 neu eingeführte Samstagsausgabe wird zumeist von Nadja Mader präsentiert, die auch als Vertretung unter der Woche fungiert.
Die Moderatoren und das Erscheinungsbild von Aktuell nach fünf gleichen sich bei der seit 24. September 2012 bestehenden und mehrmals umbenannten 45-minütigen Informationssendung Aktuell nach eins, die montags bis freitags um 13:15 auf ORF 2 ausgestrahlt wird.

## Inhalt
Aktuell nach fünf berichtet über das chronikalische Tagesgeschehen in Österreich. Dabei stehen regionale Ereignisse, welche in den Hauptnachrichtensendungen wie der Zeit im Bild (ZIB) nur kurz oder gar nicht vorkommen, im Mittelpunkt. Es werden größtenteils redaktionelle Beiträge der ORF-Landesstudios eingespielt, die üblicherweise auch in den jeweiligen Bundesland-heute-Sendungen gezeigt werden. Somit fungiert Aktuell nach fünf als eine Art nationale Bundesland heute-Ausgabe. Manchmal werden auch aktuelle Auslandsthemen behandelt, wobei sich diese verstärkt auf Österreicher im Ausland beziehen. Immer wieder, zum Beispiel bei Unwettern oder Bränden, finden Schaltungen zu Reportern am Ort des Geschehens statt. Studiogäste werden eher selten geladen.
Während eine gewöhnliche Ausgabe etwas weniger als 20 Minuten dauert, kann die Sendezeit an Tagen, an denen nicht das reguläre Programm folgt –  etwa zwischen den Weihnachtsfeiertagen – auch bis zu über 25 Minuten betragen. Die Sendung erreicht durchschnittlich rund 35 Prozent Marktanteil.

## Sonstiges
An zwei Sonntagen, dem 22. März und 19. April 2020, wurde um 17:35 Uhr jeweils eine Spezialausgabe rund um die COVID-19-Pandemie in Österreich unter dem Titel „Ein Land, ein Team“ mit Beiträgen aus den Bundesländern und Ferngesprächen ausgestrahlt. Beide Ausgaben wurden gemeinsam von Gaby Konrad und Stefan Gehrer moderiert. Die erste Ausgabe dauerte rund 75 Minuten und erreichte 1,022 Millionen Zuschauer, der knapp 50-minütigen am 19. April folgten 568 Tausend Zuschauer.